# Sozialgericht Berlin

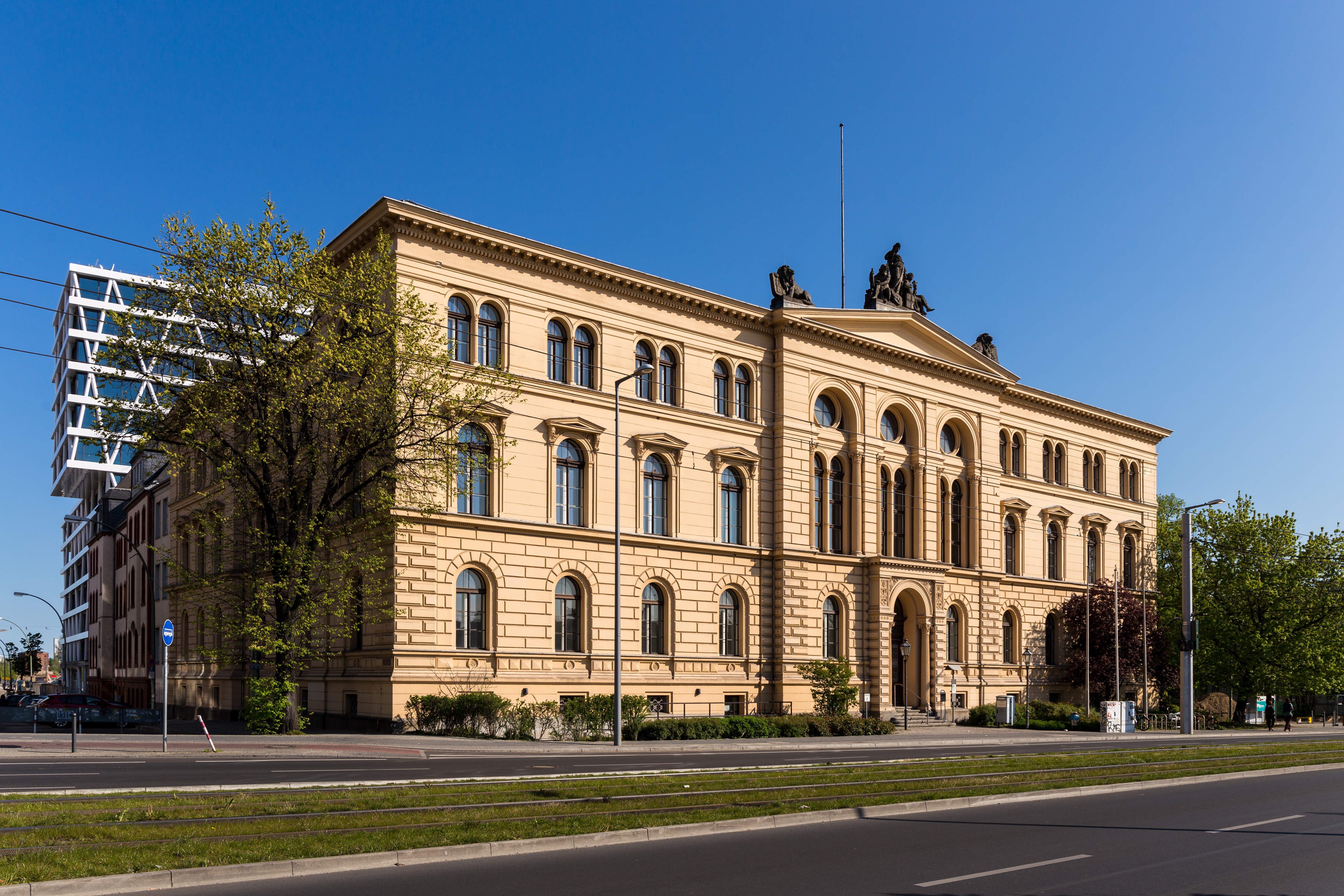
Das Sozialgericht Berlin an der Invalidenstraße

Das Sozialgericht Berlin (SG Berlin) ist das untere Gericht des Landes Berlin auf dem Gebiet der Sozialgerichtsbarkeit. Es handelt sich um eines der 69 Sozialgerichte in Deutschland.

## Gerichtsbezirk
Das SG Berlin ist örtlich zuständig für das Gebiet des Landes Berlin.

## Sitz des Gerichts
Das Sozialgericht hat seinen Sitz in der Invalidenstraße 52 gegenüber dem Berliner Hauptbahnhof im Berliner Bezirk Mitte in der Nähe zahlreicher touristischer Anziehungspunkte (Naturkundemuseum, Hamburger Bahnhof – Nationalgalerie der Gegenwart).
Das unter Denkmalschutz stehende Gerichtsgebäude wurde 1875 ursprünglich als neuer Direktionssitz und Verwaltungsgebäude der Berlin-Hamburger Eisenbahn-Gesellschaft erbaut. Architekt war Friedrich Neuhaus, der bis zu seinem Tod im Dezember 1876 auch Erster Vorsitzender Direktor der Bahngesellschaft war. Im Haupttreppenhaus an der Invalidenstraße befindet sich ein reich verziertes schmiedeeisernes Treppengeländer, das von der renommierten Berliner Kunstschmiedewerkstatt von Eduard Puls angefertigt wurde. Nach der Verstaatlichung der Bahngesellschaft im Jahr 1884 ging das Gebäude in den Besitz des preußischen Fiskus über und wurde von verschiedenen Behörden genutzt, u. a. in den 1930er Jahren von der preußischen Bau- und Finanzdirektion.
Das Berliner Sozialgericht war vor dem Umzug in die Invalidenstraße von 1954 bis 1968 im Haus des ehemaligen Reichsversicherungsamts am Reichpietschufer untergebracht.

## Über- und nachgeordnete Gerichte
Im Instanzenzug übergeordnet ist das Landessozialgericht Berlin-Brandenburg sowie das Bundessozialgericht in Kassel.

## Gerichtspräsident und Geschäftsleitung
Präsident des Sozialgerichts Berlin ist Hans-Christian Helbig, der vorher Vizepräsident des Gerichts war. Vizepräsidentin ist Martina Jüngst. Der Geschäftsleiter ist Olaf Heise.

## Organisation
Es handelt sich um das größte Sozialgericht Deutschlands mit 201 Kammern (GV-Pl 2014). Im Jahr 2010 waren 43.951 Klageeingänge, davon 31.776 Klagen im Hartz-IV-Bereich, zu verzeichnen. Im Juni 2010 ist die einhunderttausendste Klage zum SGB II / ALG II (Hartz IV) seit 1. Januar 2005 eingegangen.